# Mniobia burgeri
Mniobia burgeri är en hjuldjursart som beskrevs av Bartoš 1951. Mniobia burgeri ingår i släktet Mniobia och familjen Philodinidae. Inga underarter finns listade i Catalogue of Life.